# Catedral de Azcapotzalco
La Catedral de Azcapotzalco, oficialmente Catedral de los Santos Apóstoles Felipe y Santiago es un templo católico elevado al rango de catedral, siendo sede de la Diócesis de Azcapotzalco. Esta ubicada en la alcaldía Azcapotzalco, en la Ciudad de México. La catedral esta dedicada a Felipe el Apóstol y a Santiago el Menor.

## Historia
La construcción del recinto comenzó en 1565 a cargo de los dominicos y Fray Lorenzo de la Asunción, siendo uno de los templos católicos mas antiguos de la Ciudad de México y de los dominicos en México, el templo se edifico sobre un recinto ceremonial prehispánico, utilizando las piedras del recinto para la construcción del templo.
Al haber finalizado la construcción del templo fue consagrada como parroquia y formo parte del monasterio dominico que estaba instalado en aquel mismo lugar.
En 1563 hubo un terremoto que daño significativamente a la parroquia, por lo cual se tuvo que reconstruir el templo, hasta que en 1702 se termino la reconstrucción y fue consagrada la nueva parroquia. En el sigo XVIII a causa de la reconstrucción se agregaron el atrio, la sacristía y la Capilla del Rosario, etc.
Durante la Independencia de México, en el atrio de la parroquia se llevo a cabo la última batalla por la independencia del país, donde el Ejército Trigarante se enfrento con las últimas fuerzas virreinales, las cuales pudieron dominar a los insurgentes. Algunas tropas virreinales se resguardaron en la parroquia.
La parroquia fue declarada monumento histórico el 15 de febrero de 1932 por la Secretaria de Cultura.
En 2019 la parroquia fue consagrada como catedral a causa de que el papa Francisco mediante la bula Salus populi erigió la Diócesis de Azcapotzalco, siendo la parroquia sede de la diócesis.